# GratisDNS.dk
GratisDNS.dk var en dansk internettjeneste, der bl.a. tilbød gratis DNS-tjeneste og registrering af domæner. GratisDNS var navneserver for ca. 14% af alle .dk-domæner (pr. 19. februar 2010).
GratisDNS blev etableret i 2001 af Peter Larsen, der i hele tjenestens levetid var hovedmanden bag. Frem til 2006 drev han forretningen ene mand. Tjenesten blev udbudt af Larsen Data, hvis primære indtægter stammede fra salg af tillægsydelser som web- og mailhotel. I 2020 blev GratisDNS solgt til One.com.
I marts 2022 blev GratisDNSs kunder flyttet til One.com.